# Mila z Marsa
Mila z Marsa (tytuł oryginalny: Мила от Марс) – bułgarski film fabularny z roku 2004 w reżyserii Zornicy Sofii.

## Fabuła
Szesnastoletnia dziewczyna uciekając przed niebezpiecznym mężczyzną dociera do zagubionej wsi, leżącej w pobliżu granicy. We wsi mieszka zaledwie dziewięciu mężczyzn i jedna kobieta. Utrzymują się z uprawy marihuany, a całą plantacją zarządza człowiek, przed którym ucieka. Dziewczyna jednak pozostaje i dostosowuje się do wiejskiej rzeczywistości.
Niskobudżetowy film będący pracą dyplomową Zornicy Sofii, nakręcony kamerą video, głównie w okolicach Mandricy. W 2004 film został zgłoszony jako bułgarski kandydat do nagrody Amerykańskiej Akademii Filmowej w kategorii najlepszego filmu nieanglojęzycznego, ale nie uzyskał nominacji.

## W rolach głównych
- Weseła Kazakowa jako Mila
- Asen Błateczki jako nauczyciel
- Liubomir Popow jako Aleks
- Złatina Todewa
- Jordan Bikow
- Wasił Wasiliew-Zueka
- Weliko Stojanow

## Nagrody
- 2004: Nagroda Złotej Róży na 26 Festiwalu Filmów Bułgarskich
- 2004: Nagroda dla najlepszego filmu bałkańskiego na Międzynarodowym Festiwalu Filmowym w Sarajewie
- 2004: Nagroda Fassbindera na Festiwalu Filmowym w Mannheim